# Регулярний ідеал
В абстрактній алгебрі регулярний ідеал (також модулярний ідеал)— правий (лівий) ідеал {\displaystyle {\mathfrak {i}}} кільця R з властивістю: у кільці R знайдеться хоч би один такий елемент e, що для всіх елементів {\displaystyle x\in R} виконується {\displaystyle ex-x\in {\mathfrak {i}}} (відповідно {\displaystyle xe-x\in {\mathfrak {i}}}). Елемент e називається лівою (правою) одиницею по модулю ідеалу {\displaystyle {\mathfrak {i}}}.
Двосторонній ідеал {\displaystyle R{\mathfrak {i}}} є регулярним тоді і тільки тоді коли фактор-кільце {\displaystyle A/{\mathfrak {i}}} є кільцем з одиницею.
У кільці з одиницею e для довільного ідеалу {\displaystyle {\mathfrak {i}}} виконується {\displaystyle ex-x=0\in {\mathfrak {i}}} і {\displaystyle xe-x=0\in {\mathfrak {i}}} для кожного {\displaystyle x\in R}, тобто довільний ідеал кільця з одиницею є регулярним. 
Довільний власний регулярний правий (лівий) ідеал можна вкласти в максимальний правий (лівий) ідеал, який автоматично буде регулярним.
Перетин усіх максимальних регулярних правих ідеалів асоціативного кільця збігається з перетином усіх максимальних регулярних лівих ідеалів і є радикалом Джекобсона цього кільця. 

### Приклади
- В кільці парних цілих чисел (кільце без одиниці), ідеал (6) є регулярним ({\displaystyle e=4}) тоді як ідеал (4) не є регулярним.